# Église Saint-Martin de Canterbury
L’église Saint-Martin de Canterbury, comté du Kent, est la plus vieille église d’Angleterre. Située à moins d’un kilomètre de la cathédrale de Canterbury, sa date de construction est un sujet de controverses. Elle a été mentionnée pour la première fois par Bède le Vénérable durant le siècle qui précéda la mort de Saint Augustin de Canterbury. Il n’y est pas précisé si l’édifice était utilisé pour le culte chrétien à l’époque des romains ou s’il s’agit d’un temple païen converti par les chrétiens plus tard.

« Quand Augustin reçut le siège épiscopal dans la ville royale, il y restaura, avec l'aide du roi, une église qui, à ce qu'il avait appris, avait été bâtie là-même par les fidèles romains de jadis. Il la consacra au nom du saint Sauveur, notre Dieu et  Seigneur Jésus Christ, et établit au même endroit un lieu d'habitation pour lui et tous ses successeurs. Il fit construire en outre non loin de la même ville, à l'Est, un monastère [...]. »

— Bède le Vénérable, Histoire ecclésiastique du peuple anglais, Livre I, chapitre XXXIII.
L'église dont il est fait mention est l'église saint Martin.
Le font baptismal de l’église est exceptionnel et de renommée mondiale. Sa forme est tubulaire, la base est de pierre massive.
L’église est inscrite depuis 1988 sur la liste du patrimoine mondial de l’UNESCO.